# Eva Soudská
Eva Soudská (7. března 1922 – 6. srpna 2015) byla česká archeoložka. Pracovala v Archeologickémo ústavu Československé akademie věd v Praze a specializovala se na výzkum keltského osídlení. Její manžel, Bohumil Soudský byl rovněž významný archeolog.